# 防雪林
防雪林（ぼうせつりん）とは、雪対策のうち、雪崖、吹雪対策で設置される森林。吹雪による吹きだまり防止機能、風速を弱めることによる道路の視程障害緩和効果、地域景観の形成等に寄与する。整備コストと植樹のための用地確保が課題となっており、幅10m程度の狭帯防雪林整備が図られている。

## 話題
日本における防雪林の第一号は、1893年に当時の日本鉄道が東北本線水沢駅 - 小湊駅間の38カ所に延べ50ヘクタールにわたって植林したものである。その中で野辺地駅周辺に残るものが1960年に「野辺地防雪原林」として鉄道記念物に指定された。蚕桑駅の廃止された下りホーム跡には防雪林が設けられている。新鶴駅の撤去された1面1線の脇にも鉄道防雪林がある。
仙台藩の乾燥や季節風対策として防雪林等の植樹を城下町に奨励したのが杜の都として形成したものである。野辺地駅周辺の野辺地防雪原林（青森県野辺地町）や宗谷本線剣淵駅・士別駅間の鉄道防雪林（北海道剣淵町）は現在、土木学会選奨土木遺産に選定されている。